# Marc Ceioni Silvà
Marc Ceioni Silvà (en llatí Marcus Ceionus Silvanus) va ser un magistrat romà del segle ii.
Fou cònsol sota Antoní Pius el 156 tenint com a col·lega a Seri Augurí. L'esmenten els Fasti.
Va ser l'ancestre de (Marc) Ceioni Var (225 o 230 – després del 285), PUR el 284 i el 295, casat amb (Rúfia C.f. Pròcula) (n. 235) - potser filla Caius Rufius C.f. Proculus (200 o 205 – després del 236), Cur. Oper. el 236, i esposa (Publília) (n. 220), germana (Caius Rufius Festus) (n. el 235 o el240), (c.v. de Volsinii) i neboda materna de (Lucius Publilius) (n. 225), al seu torn potser el pare de Lucius Publilius Volusianus, cònsol sufecte a la acaballes del segle iii.